# Johannes Bobeth
Johannes Bobeth (* 4. März 1886 in Leipzig; † nach 1945) war ein deutscher Gymnasiallehrer, der als Studienrat in Löbau in Sachsen tätig war. Im Mai 1945 wurde er für kurze Zeit als Bürgermeister von Löbau eingesetzt.

## Leben
Er war der Sohn des aus Königsberg in Ostpreußen stammenden Adalbert Bobeth und dessen Ehefrau Martha Sonntag und wurde 1886 in der Messestadt Leipzig geboren. Nach dem Schulbesuch studierte Johannes Bobeth Pädagogik an der Universität Leipzig. Dort promovierte er im Jahre 1913 zum Dr. phil. Das Thema seiner Dissertation lautete Die philosophische Umgestaltung der Pestalozzischen Theorie durch Niederer. Danach war er als Lehrer und später als Studienrat an der Oberschule in Löbau tätig.
Nach der Besetzung Löbaus durch sowjetische Truppen wurde Johannes Bobeth vom 11. Mai bis 23. Mai 1945 vom sowjetischen Militärkommandanten als Bürgermeister der Stadt Löbau eingesetzt. Am 14. Mai 1945 wandte er sich mit einem Presseaufruf An die Bevölkerung Löbaus.
Er lebte in Löbau, Hartmannstraße 9.

## Schriften (Auswahl)
- Die Zeitschriften der Romantik. Preisschrift der Kunst-Stiftung in Leipzig. Haessel, Leipzig 1911.
- Die philosophische Umgestaltung der Pestalozzischen Theorie durch Niederer (= Friedrich Mann’s Pädagogisches Magazin, Heft 534), Beyer, Langensalza 1913.
- Die literarischen Strömungen des 19. Jahrhunderts in ihrem Verhältnis zur zeitgenössischen Politik. In: Zeitschrift für den deutschen Unterricht, 1915, S. 88–97.
- Die Stellung der Reformation in der geschichtlichen Entwicklung des 16. Jahrhunderts. Eine entwicklungsgeschichtliche Untersuchung. In: Pädagogische Studien, Band 38, 1917, S. 288ff.
- Die Zeitschriften der Romantik. Preisschrift der Knust-Stiftung in Leipzig. Reprografischer Nachdruch der Ausgabe Leipzig, Haessel, 1911. G. Olms, Hildesheim, New York 1970.

## Familie
Johannes Boneth heiratete am 12. April 1916 Charlotte geborene Türk. Aus der Ehe hervor gingen der Sohn Wolfgang Bobeth (1918–1996), der später Textiltechniker wurde und den Nationalpreis der DDR erhielt, sowie die Tochter Jutta (* 1919).